# اليونان في الألعاب الأولمبية
اليونان في الألعاب الأولمبية الألعاب الأولمبية هي من أهم الأحداث الرياضية في اليونان، تقوم اللجنة الأولمبية اليونانية بالإشراف في شؤون مشاركة اليونان في الألعاب الأولمبية، وقد إستضافت اليونان الألعاب الأولمبية الصيفية مرتين الأولى كانت في أول في 1896 و الثانية كانت في دورة 2004 وألتان إستضفتهما مدينة أثينا عاصمة اليونان، فازت اليونان حتى الآن في مشوارها في الألعاب الأولمبية الصيفية بمجموع 111 ميدالية في الألعاب الأولمبية الصيفية منها 30 ميدالية ذهبية و 42 فضية و 39 برونزية، وأكثر الرياضات التي تنافس فيها اليونان هي ألعاب القوى و رفع الأثقال و الجمباز و الرماية و الغطس و الإبحار و المبارزة وبشكل أقل في الجودو و السباحة و ألعاب القوى و كرة الماء و سباق الدراجات الهوائية و التايكواندو ورياضات أخرى.
في الألعاب الأولمبية الشتوية شاركت اليونان أول مرة في دورة 1938 في غارميش-بارتنكيرشن في ألمانيا ولم تفز حتى الآن بأي ميدالية في الألعاب الشتوية.